# Chińskie Igrzyska Narodowe 1965
Chińska Igrzyska Narodowe 1965 – 2. Chińska Olimpiada Narodowa, która odbyła się w Pekinie w dniach 11 - 28 września 1965 roku. W ceremonii otwarcia udział wzięli przywódcy Komunistycznej Partia Chin (KPCh) i rządu, tacy jak Mao Zedong, Liu Shaoqi, Zhou Enlai, Zhu De, Deng Xiaoping i Dong Biwu. W olimpiadzie uczestniczyło 5922 sportowców. Igrzyska otworzył He Long a zakończył Lu Dingyi. Główną areną zmagań był Stadion Robotniczy. 

## Przebieg igrzysk
Logo igrzysk przedstawiało owalny stadion ze złotymi pasami oddzielającymi tory bieżni. Na środku zielonej murawy stadionu wpisana została duża, biała cyfra „2” oznaczająca drugą edycję igrzysk. U góry logo, nad stadionem przedstawiono powiewający czerwony sztandar, będący symbolem socjalizmu (komunizmu). Podczas igrzysk 24 zawodników 10 razy pobijało rekord świata w swoich konkurencjach i aż 331 zawodników 469 razy biło rekordy krajowe. 

### Delegacje i ich szefowie
- Pekin – Zhang Qingji
- Szanghaj – Chen Linhu
- Hebei – Hao Tianyi
- Shanxi – Wang Zhongqing
- Liaoning – Che Xiangchen
- Jilin – Liao Yunzhou
- Heilongjiang – Wang Yilun
- Shaanxi – Lin Yinru
- Gansu – He Chengxiang
- Qinghai – Zeng Zheng
- Szantung – Liu Binglin
- Jiangsu – Peng Chong
- Anhui – Zhang Kaifan
- Zhejiang – Luo Xilin
- Jiangxi – Huang Lin
- Fujian – Xu Qing
- Henan – Zhang Baiyuan
- Hubei – Han Ningfu
- Hunan – Wang Hanfu
- Guangdong – Zeng Sheng
- Syczuan – Li Wenqing
- Kuejczou – Shi Xin'an
- Junnan – Chen Fang
- Mongolia Wewnętrzna – Gao Jinming
- Guangxi – Lu Shaowu
- Ningxia – Niu Huadong
- Sinciang – Cao Danuofu
- Tybet – Tan Guansan
- Armia Ludowo-Wyzwoleńcza – Zhou Zhitong

### Dyscypliny rozegrane podczas Chińskich Igrzysk Narodowych 1965
Podczas 2. Chińskiej Olimpiady Narodowej rozegrano 22 dyscypliny. Były to: piłka nożna, koszykówka, piłka siatkowa, tenis stołowy, tenis ziemny, badminton, piłka wodna, lekkoatletyka, kolarstwo, gimnastyka, podnoszenie ciężarów, szermierka, pływanie, skoki do wody, zapasy, łucznictwo, strzelectwo, wyścigi motocyklowe, nawigacja radiowa, spadochroniarstwo, modelarstwo (lotnicze i morskie) oraz chińskie sztuki walki (sport demonstracyjny).

### Medale
Komplet medali składał się z 300 złotych, 303 srebrnych i 300 brązowych krążków. Liderem tabeli medalowej igrzysk została reprezentacja Armii Ludowo-Wyzwoleńczej, która sięgnęła po 162 medale (w tym 72 złote krążki).

### Tabela medalowa igrzysk
| Poz. | Delegacja                        |    |    |    |     |
| ---- | -------------------------------- | -- | -- | -- | --- |
| 1    | Chińska Armia Ludowo-Wyzwoleńcza | 72 | 53 | 37 | 162 |
| 2    | Szanghaj                         | 38 | 53 | 28 | 119 |
| 3    | Pekin                            | 30 | 22 | 19 | 71  |
| 4    | Guangdong                        | 23 | 21 | 17 | 61  |
| 5    | Szantung                         | 17 | 14 | 12 | 43  |
| 6    | Hebei                            | 16 | 14 | 21 | 51  |
| 7    | Shanxi                           | 10 | 6  | 8  | 24  |
| 8    | Kuangsi                          | 10 | 0  | 5  | 15  |
| 9    | Syczuan                          | 9  | 11 | 13 | 33  |
| 10   | Liaoning                         | 9  | 9  | 11 | 29  |
| 11   | Heilongjiang                     | 8  | 16 | 15 | 39  |
| 12   | Fujian                           | 8  | 7  | 11 | 26  |
| 13   | Mongolia Wewnętrzna              | 6  | 8  | 16 | 30  |
| 14   | Jiangsu                          | 6  | 6  | 17 | 29  |
| 15   | Hubei                            | 6  | 4  | 6  | 16  |
| 16   | Anhui                            | 6  | 3  | 9  | 18  |
| 17   | Sinciang                         | 4  | 8  | 2  | 14  |
| 18   | Shaanxi                          | 4  | 3  | 3  | 10  |
| 19   | Junnan „A”                       | 3  | 10 | 7  | 20  |
| 20   | Jilin                            | 3  | 7  | 9  | 19  |
| 21   | Tybet                            | 3  | 2  | 2  | 7   |
| 22   | Zhejiang                         | 2  | 8  | 3  | 13  |
| 23   | Kuejczou                         | 2  | 6  | 7  | 15  |
| 24   | Jiangxi                          | 2  | 4  | 8  | 14  |
| 25   | Henan                            | 2  | 4  | 4  | 10  |
| 26   | Hunan                            | 2  | 3  | 10 | 15  |
| 27   | Qinghai                          | 1  | 3  | 7  | 11  |
| 28   | Junnan „B”                       | 0  | 1  | 2  | 3   |
| 29   | Gansu                            | 0  | 1  | 1  | 2   |

### Galeria

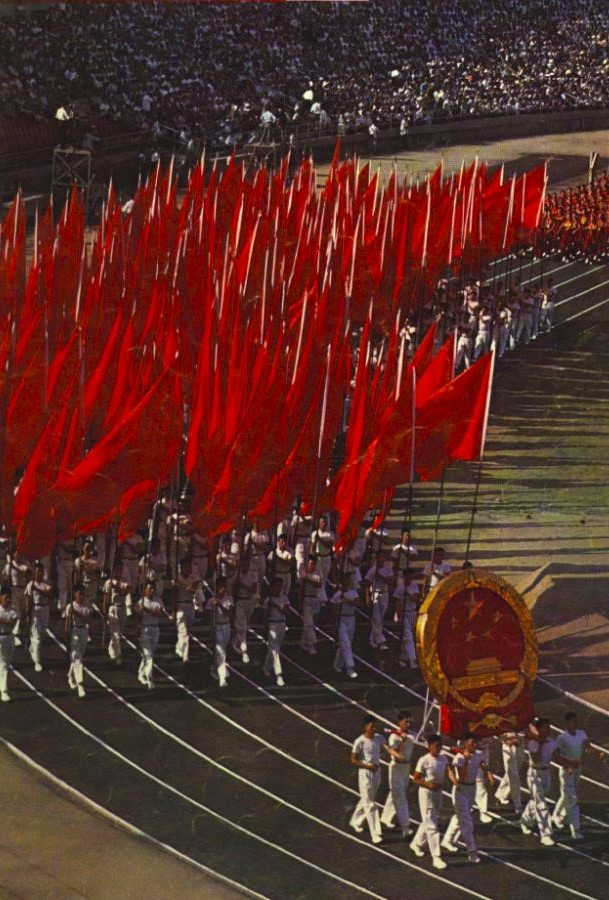
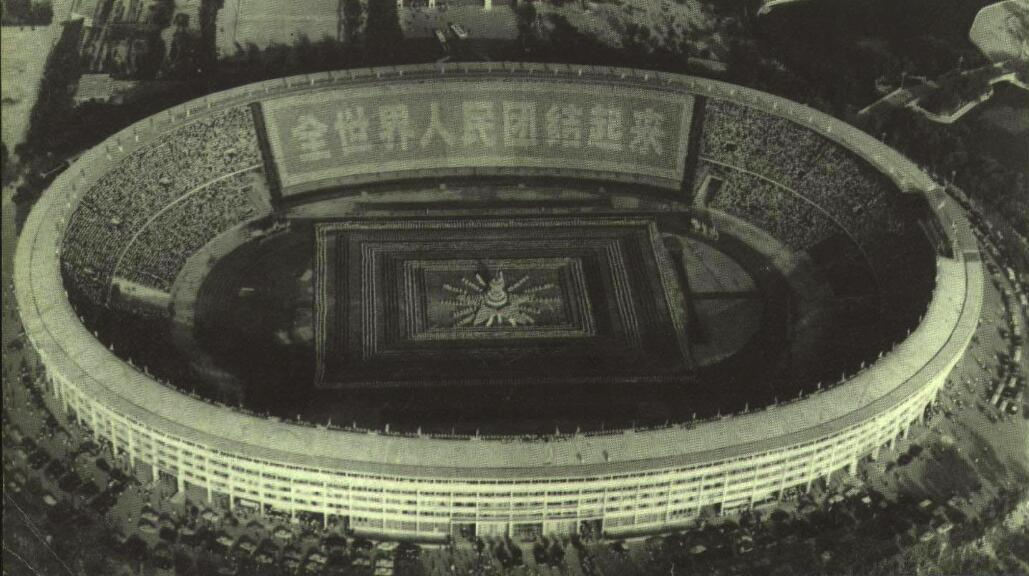
Stadion Robotniczy podczas ceremonii otwarcia igrzysk.
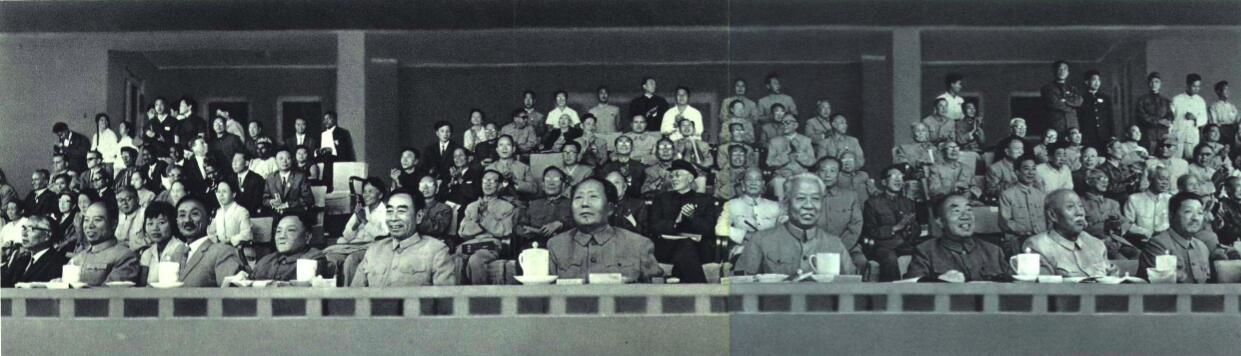
Delegacja rządowa podczas ceremonii otwarcia igrzysk.
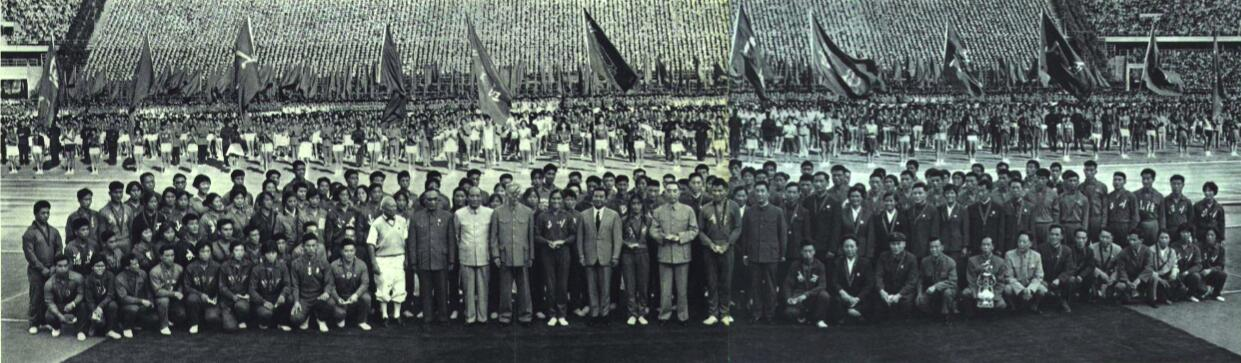
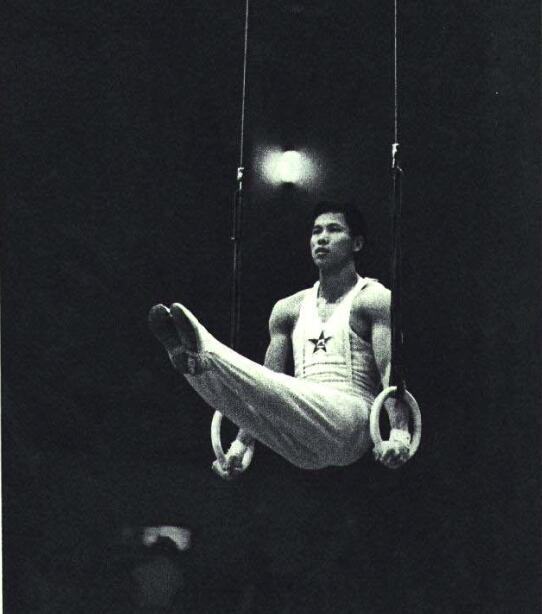
Liao Runtian rywalizujący w zawodach gimnastycznych.
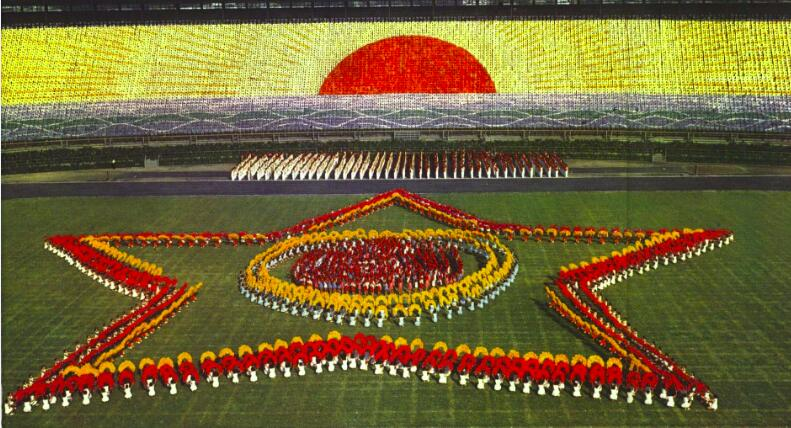
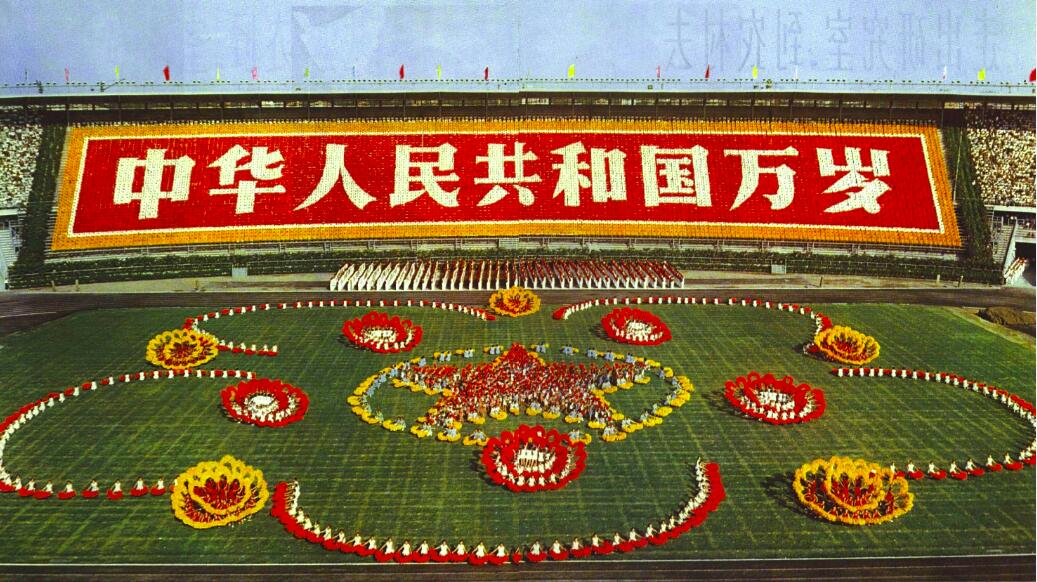